# Гомицид
Гомици́д (лат. homicidium, лат. homo «человек» + лат. caedere «резать», «убивать»), причине́ние сме́рти — лишение жизни одного человека другим.
Может быть умышленным либо случайным. Умышленное лишение другого человека жизни может быть как легальным (смертная казнь, боевые действия, причинение смерти при самообороне или задержании преступника, в некоторых странах — эвтаназия, исторически — человеческое жертвоприношение, инквизиция), так и нелегальным (убийство, доведение до самоубийства, акты терроризма и т. д.).
О причинении смерти при отсутствии прямого умысла см. причинение смерти по неосторожности и необходимая оборона.
Дискуссионен вопрос о том, является ли разновидностью гомицида аборт. Самоубийство также обычно не относят к гомициду, но в некоторых юрисдикциях (например, штат Калифорния в США, Россия c 2017 г.) оказание содействия другому человеку в самоубийстве влечёт уголовное наказание.

## Причинение смерти в праве различных стран

### Германское право
Германское право выделяет несколько подвидов причинения смерти (нем. Tötung), в частности:
- Причинение смерти в результате нанесения телесных повреждений (нем. Totschlag)
- Умышленное убийство (нем. Mord)
- Умерщвление по требованию жертвы (нем. Tötung auf Verlangen)
- Причинение смерти по неосторожности (нем. Fahrlässige Tötung)